# Бердыев, Анвар Тухтаевич
Анвар  Бердиев (узб. Anvar Berdiyev; 11 мая, 1978 года; Мубарек, Кашкадарьинская область, Узбекская ССР, СССР) — узбекский футболист, игравший на позиции нападающего.

## Карьера
Начал свою карьеру в «Темирйулчи». Играл в клубах «Машъал» и «Насаф». В 2000 году переехал в ферганский «Нефтчи», где добился наибольшего успеха. В 2001 году стал чемпионом Узбекистана, а в 2012 году лучшим бомбардиром чемпионата.
Анвар Бердыев является лучшим бомбардиром в истории чемпионатов Узбекистана с 212 голами (на 23 октября 2013 года). 13 сентября 2012 года забил 199-й и 200-й голы в матче против «Кызылкума» и стал вторым игроком, после Зафара Холмуродова забившим 200 голов в чемпионате Узбекистана.
28 июня 2013 года покинул «Нефтчи», переехав в клуб «Бунёдкор», с которым подписал контракт на полтора года.

### Карьера в сборной
24 апреля 1998 года дебютировал за сборную Узбекистана в матче против Азербайджана. Всего сыграл 5 матчей, забил 2 мяча.

## Достижения
- Чемпион Узбекистана (2): 2001, 2013
- Серебряный призёр чемпионата Узбекистана (5): 2000, 2002, 2003, 2004, 2006
- Обладатель Кубка Узбекистана: 2013
- Лучший бомбардир чемпионата Узбекистана (19 голов): 2012